# Allium papillare
Allium papillare är en amaryllisväxtart som beskrevs av Pierre Edmond Boissier. Allium papillare ingår i släktet lökar, och familjen amaryllisväxter. Inga underarter finns listade i Catalogue of Life.